# Otrhánky
Otrhánky (in ungherese: Eszterce) è un comune della Slovacchia facente parte del distretto di Bánovce nad Bebravou, nella regione di Trenčín.